# Daniel Huarte
Daniel Huarte es un actor español.

## Biografía
Daniel Huarte nació en 1978 en el seno de una familia relacionada con el mundo del Derecho. Al finalizar COU, en vez de optar por una carrera universitaria, tal y como deseaba su familia, se presentó a las pruebas de selección de la Real Escuela Superior de Arte Dramático. Los estudios en este centro le permitieron presentarse al casting de Al salir de clase, donde Carmen Utrilla le eligió entre ochocientos aspirantes. En la serie interpretaba a un joven burgués cuya madre se volvía a casar, y que se comportaba como un niñato consentido que dejaba embarazada a otra joven. Durante el rodaje conoció a compañeros con los que más tarde coincidiría en otros trabajos: Mariano Alameda, Miguel Ángel Muñoz, Rodolfo Sancho, Sergio Villoldo...  Su papel, aparte de su nivel socioeconómico, era el de un joven llano en sus expresiones, simpático y algo bruto.
Huarte compaginó este trabajo con su participación en la película de Ramón Barea, En la puta calle, donde interpretó a un soldado. Paralelamente, inició su carrera musical con el grupo Dublin 50, con el que actuaría en salas como la Sala Chesterfield del Café Madrid.
En 2000 abandonó Al salir de clase y, junto a algunos de sus compañeros de reparto, protagonizó la obra de teatro Caos acerca de un grupo de jóvenes que esperan a Margaret Thatcher para asesinarla. A este trabajo le siguieron el cortometraje dirigido por Mariano Alameda Dos (2002) y otro de Carlos Castel, El último día del principio de tu vida; el largometraje Tiempo de tormenta (2003); el disco Nadie (2003); la serie televisiva La verdad de Laura (acerca de un joven de buena familia enamorado de una mujer de un nivel económico inferior); y la obra de teatro Quickly, producida por el mismo. Esta última era un homenaje a los actores que empezaban a su profesión. En ella Huarte encarnó a un "pasota" unido (físicamente) a su hermano (que en la primera etapa de la obra fue interpretado por Miguel Ángel Muñoz). Posteriormente Daniel Ortiz y Sergio Villoldo se unieron al elenco.
Paralelamente, en televisión, rodó un capítulo de Hospital Central, donde encarnó a un familiar de una novia a punto de casarse que causaba un accidente al iniciar una pelea con el primo de su cuñado, (Álex Tormo), y que de alguna manera coincidía con su imagen más reconocible en la televisión. Al año siguiente estrenaba la película Cuba Libre, en la que se puso en la piel de un okupa que se instalaba en la Embajada cubana en el día en el que Fidel Castro anunciaba las primeras elecciones democráticas en el país; justo en las vísperas de la celebración del cumpleaños del abuelo del personaje (José Luis López Vázquez).
En 2006 inició la gira de la obra teatral de Eduardo De Filippo Filomena Marturano, en la que interpretó al hijo de una antigua prostituta (Filomena: Concha Velasco) que a pesar de no haberlo criado, si le había ayudado económicamente para establecerse como un albañil y padre de familia. Su personaje debía asimilar que tenía una madre, quizás un padre (Domenico: Héctor Colomé) y dos hermanos, un sastre y un escritor (encarnados respectivamente por Alejandro Navamuel y Vicente Camacho). En 2007 la obra de teatro llegaba al Teatro de La Latina de Madrid tras su paso por ciudades como Cuenca, Valencia o Las Palmas de Gran Canaria.
En 2008 interpretó el papel de Clarín en el montaje de La vida es sueño de Calderón con adaptación de Pedro Manuel Víllora y dirección de Juan Carlos Pérez de la Fuente.
El 22 de junio de 2013 contrae matrimonio con la granadina Dayana Álvarez Sobrero.
Este 2021 empezó a trabajar en el musical Kinky Boots en el Espacio Ibercaja Delicias interpretando el papel de Don.

## Currículum

### Estudios
- Real Escuela Superior de Arte Dramático.

### Cine
Largometrajes
- En la puta calle (1997)
- Tiempo de tormenta (2003)
- Cuídate de mi (2004)
- Cuba libre (2004)
- El crack cero (2019)

Cortometrajes
- Dos (2002)
- El último día del principio de tu vida (2003)

### Televisión
- Al salir de clase (1997-2000)
- La verdad de Laura (2002)
- Hospital Central (2004/2010)
- Amar es para siempre (2019-2020)
- Bosé (2022)

### Teatro
- Caos (2002)
- Quickly (2003/2005), dirigida por Mariano Alameda.
- Filomena Marturano (2006/2007), dirigida por Ángel Fernández Montesinos.
- La vida es sueño (2008/2009), dirigida por Juan Carlos Pérez de la Fuente.
- Angelina o el honor de un brigadier (2009), dirigida por Juan Carlos Pérez de la Fuente.
- Kinky Boots (2021/2022), adaptada por Silvia Montesinos y dirigida por Ricky Pashkus.

### Discografía
- Nadie (2003)